# 萨沃奈站
萨沃奈站是法国的一个铁路车站，位于法国西部城市萨沃奈。

## 位置
萨沃奈站位于萨沃奈市区的西南部。车站大致呈东西走向，开口朝北。
萨沃奈站也是一个区域性的铁路枢纽，图尔－圣纳泽尔铁路和萨沃奈－朗代诺，该站也是南特前往布列塔尼半岛的必经之路。

## 设施
萨沃奈站设有人工售票窗口，其开放时间如下：
- 周一及节假日的后一天：5:40~19:30
- 周二至五：6:05~19:30
- 周六：10:15~11:30和12:30~17:00
- 周日及节假日：12:00~19:30

此外，萨沃奈站还设有自动售票机等设施。

## 停靠线路
以下列车线路在萨沃奈站停靠：
| 萨沃奈站列车线路表       |            |                                |                                |              |
| 线路                     | 车种       | 上一站                         | 下一站                         | 大致运行频率 |
| 圣纳泽尔→巴黎            | TGV        | 圣纳泽尔                       | 南特                           | 每天1趟      |
| 奥尔良—圣纳泽尔/勒夸西克 | INTERLOIRE | 南特                           | 圣纳泽尔                       | 每天1~2趟    |
| 图尔→勒夸西克            | TER        | 南特                           | 圣纳泽尔                       | 每天1班      |
| 南特—圣纳泽尔/勒夸西克   | TER        | 南特/圣艾蒂安德蒙吕克/科尔德迈 | 东日/蒙图瓦德布列塔尼/圣纳泽尔 | 每天11趟左右 |
| 南特—雷东/雷恩           | TER        | 南特/圣艾蒂安德蒙吕克/科尔德迈 | 蓬沙托                         | 每天4趟左右  |
| 南特—坎佩尔              | TER        | 南特                           | 蓬沙托                         | 每天3趟左右  |
| 1. 2. 3.                 |            |                                |                                |              |

## 配套交通

### 长途客车
| 停靠萨沃奈站的大巴车 |                              | |
| 上下车地点           | 运营单位                     | 主要目的地 |
| 萨沃奈站门口         | 卢瓦尔-大西洋省城际客运 Lila | - 20线：勒唐普勒德布列塔尼、维尼厄德布列塔尼、索特龙、奥尔沃、南特 - 44线：圣纳泽尔、蒙图瓦德布列塔尼、东日、普兰吉欧、拉沙佩勒洛奈、布夫龙、布兰 - 50线：马勒维勒、科尔德迈、圣艾蒂安德蒙吕克、库厄龙、南特 |
| 萨沃奈站门口         | SNCF Car TER                 | （当某条铁路线施工或罢工时，SNCF可能会提供途径该线路沿途站点的大巴车） |
| 1. 2. 3.             |                              | |

### 市内交通
萨沃奈站附近暂无城市公共交通线路。

### 社会车辆
萨沃奈站的正门东侧设有大型露天社会车辆停车场。

## 临近车站
| 萨沃奈站（Gare de Savenay）    |                    |          |
| 上行车站                       | 线路               | 下行车站 |
| 科尔德迈站                     | 图尔－圣纳泽尔铁路 | 东日站   |
| （起点）                       | 萨沃奈－朗代尔诺   | 蓬沙托站 |
| - 本表仅显示运营中的线路及车站 |                    |          |